# Scarborough (hrabstwo Cumberland)
Scarborough – jednostka osadnicza w Stanach Zjednoczonych, w stanie Maine, w hrabstwie Cumberland.